# 邰中和
邰中和（1950年5月24日—），生於台灣，著名企業家與創投家，宏碁創辦人之一，曾任神通電腦銷售經理、是方電訊董事長、立錡科技董事長，現任旭揚創投董事長、《電子時報》董事長。曾榮獲呂鳳章先生管理獎章、1988年中華民國十大傑出青年、優良商人獎章等榮譽。

## 生平
畢業於台北市建國中學，國立交通大學控制工程系學士，為施振榮的學弟，淡江大學科學管理研究所碩士。畢業後曾任職神通電腦，擔任CPU銷售人員，升任銷售經理。1976年，參與宏碁集團的創辦，為最早的發起人之一。1988年當選中華民國十大傑出青年。
1990年華碩電腦創辦時，邰中和因與童子賢、謝偉琦、徐世昌和廖敏雄等人熟識，他也參與投資，為原始股東之一。在宏碁集團，升任宏碁美國分公司個人電腦事業部總經理，當時宏碁品牌剛進入美國，虧損不斷，但是邰中和在矽谷發現科技業到處有投資機會。
離開宏碁集團後，1996年，成立旭揚創投，回台灣募集第一支基金，創投績效優良。
1997年，與其他企業家合資創辦《電子時報》，任董事長。
1998年，創立立錡科技，擔任董事長。
2012年開始，因為認為台灣企業找不到足夠勞工、勞動成本過高、競爭力不足，多次呼籲提高外勞比例。12月11日，參與中華民國經濟部全國產業會議，與場邊的台灣綠黨發言人潘翰聲等抗議人士發生口角，說出「再這樣下去，我告訴你，連15K都到不了了」而爆紅。
2017年，擔任友訊科技董事長。同年11月6日，請辭友訊科技董事長。

## 個人生活與信仰
邰中和為佛教慈濟功德會成員之一。